# Куртиз, Тунджель
Тунджель Куртиз (тур. Tuncel Kurtiz; 1 февраля 1936, Биледжик или Турция — 27 сентября 2013, Стамбул) — турецкий актёр кино, театра и ТВ.

## Карьера
В кино дебютировал в 1964 году. Снялся более чем в 70 фильмах и телесериалах.
Публика узнала его как Рамиза Дайы после работы в телесериале «Эзель», который получил широкую известность не только в Турции, но и за её пределами. Снимался в сериале «Великолепный век» (Эбуссууд-эфенди).

## Смерть
Тунджель Куртиз умер в возрасте 77 лет 27 сентября 2013 года от сердечного приступа в своём доме в Этилере, районе Стамбула.

## Награды
- Премия «Золотой апельсин» за лучший сценарий (1981)
- Серебряный медведь за лучшую мужскую роль Берлинского кинофестиваля (1986)[3]
- Премия «Золотой апельсин» за лучшую мужскую роль второго плана (1980, 1994, 2007)
- Премия «Золотой кокон» за лучшую мужскую роль второго плана (1994)
- Yeşilçam Award за лучшую мужскую роль второго плана (2008)